# Ryan Reynolds
Ryan Rodney Reynolds (n. 23 octombrie 1976, Vancouver, British Columbia, Canada) este actor canadian de film și televiziune, cel mai cunoscut pentru rolurile sale din filme ca Definitely, Maybe, The Proposal, The Change-Up și Deadpool.

## Primii ani
Ryan Rodney Reynolds s-a născut la Vancouver, Columbia Britanică. Tatăl său, James Chester „Jim” Reynolds (1941–2015), a fost un angrosist, iar mama sa, Tammy, vânzătoare. Are origini irlandeze și a fost botezat în religia romano-catolică. Are trei frați mai mari, și a absolvit Kitsilano Secondary School din Vancouver în 1994. A urmat cursurile Kwantlen Polytechnic University, tot din Vancouver, pe care nu le-a finalizat. Doi dintre frații lucrează ca polițiști în Columbia Britanică, unul dintre ei fiind membru al Poliției Regale Canadiane Călare.

## Cariera

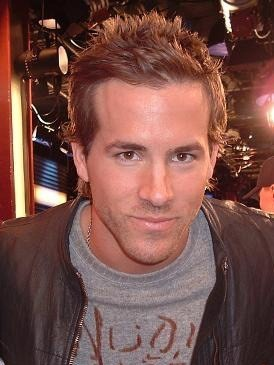
Ryan Reynolds în 2007

Cariera lui Reynolds a început în 1990, când a interpretat rolul lui Billy Simpson din serialul canadian Hillside produs de Nickelodeon care a rulat în Statele Unite Statele cu numele de Fifteen. În 1996, el a jucat alături de Melissa Joan Hart din filmul de televiziune Sabrina, vrăjitoarea adolescentă. Ca adult, Reynolds a jucat în serialul american Two Guys, A Girl and a Pizza Place, și în filmul Van Wilder din seria National Lampoon,  în rolul studentului la medicină Michael „Berg” Bergen. În 1993–1994 a jucat în mai multe episoade din The Odyssey ca Macro. A avut o scurtă apariție în Harold & Kumar Go to White Castle ca soră medicală, a jucat alături de Michael Douglas și Albert Brooks în Cuscrii, precum și în producția canadiană Jaful perfect.

## Filmografie
| An   | Titlu                                                | Rol                                         | Note                                                                             | Ref.                        |
| ---- | ---------------------------------------------------- | ------------------------------------------- | -------------------------------------------------------------------------------- | --------------------------- |
| 1993 | Ordinary Magic                                       | Ganesh/Jeffrey                              |                                                                                  |                             |
| 1994 | My Name Is Kate                                      | Kevin Bannister                             | TV Film                                                                          |                             |
| 1995 | Serving in Silence: The Margarethe Cammermeyer Story | Andy                                        | TV Film                                                                          |                             |
| 1996 | When Friendship Kills                                | Ben Colson                                  | TV Film                                                                          |                             |
| 1996 | Sabrina the Teenage Witch                            | Seth                                        | TV Film                                                                          |                             |
| 1996 | In Cold Blood                                        | Bobby Rupp                                  | TV Film                                                                          |                             |
| 1997 | The Alarmist                                         | Howard Ancona                               |                                                                                  |                             |
| 1998 | Tourist Trap                                         | Wade Early                                  | TV Film                                                                          |                             |
| 1999 | Coming Soon                                          | Henry Lipschitz                             |                                                                                  |                             |
| 1999 | Dick                                                 | Chip                                        |                                                                                  |                             |
| 2000 | Boltneck (Big Monster On Campus)                     | Carl                                        |                                                                                  |                             |
| 2001 | Finder's Fee                                         | Quigley                                     |                                                                                  |                             |
| 2002 | National Lampoon's Van Wilder                        | Van Wilder                                  |                                                                                  |                             |
| 2002 | Buying the Cow                                       | Mike Hanson                                 | Direct-to-Video                                                                  |                             |
| 2003 | The In-Laws                                          | Mark Tobias                                 |                                                                                  |                             |
| 2003 | Foolproof                                            | Kevin                                       |                                                                                  |                             |
| 2004 | Harold & Kumar Go to White Castle                    | Asistent                                    | Cameo                                                                            |                             |
| 2004 | Blade: Trinity                                       | Hannibal King                               |                                                                                  |                             |
| 2005 | School of Life                                       | Michael "Mr. D" D'Angelo                    | TV Film                                                                          |                             |
| 2005 | The Amityville Horror                                | George Lutz                                 |                                                                                  |                             |
| 2005 | Waiting...                                           | Monty                                       |                                                                                  |                             |
| 2005 | Just Friends                                         | Chris Brander                               |                                                                                  |                             |
| 2006 | Smokin' Aces                                         | Richard Messner                             |                                                                                  |                             |
| 2007 | The Nines                                            | Gary/Gavin/Gabriel                          |                                                                                  |                             |
| 2008 | Chaos Theory                                         | Frank Allen                                 |                                                                                  |                             |
| 2008 | Definitely, Maybe                                    | Will Hayes                                  |                                                                                  |                             |
| 2008 | Fireflies in the Garden                              | Michael Taylor                              |                                                                                  |                             |
| 2009 | Adventureland                                        | Mike Connell                                |                                                                                  |                             |
| 2009 | X-Men Origins: Wolverine                             | Wade Wilson / Deadpool                      | A împărțit rolul cu Scott Adkins                                                 |                             |
| 2009 | The Proposal                                         | Andrew Paxton                               |                                                                                  |                             |
| 2009 | Paper Man                                            | Captain Excellent                           |                                                                                  |                             |
| 2010 | Secret Origin: Story Of DC Comics                    | Narator                                     |                                                                                  |                             |
| 2010 | Buried                                               | Paul Conroy                                 |                                                                                  |                             |
| 2011 | Green Lantern                                        | Hal Jordan / Green Lantern                  |                                                                                  |                             |
| 2011 | The Change-Up                                        | Mitch Planko                                |                                                                                  |                             |
| 2011 | The Whale                                            | Narator                                     |                                                                                  |                             |
| 2012 | Safe House                                           | Matt Weston                                 |                                                                                  |                             |
| 2012 | Ted                                                  | Jared                                       |                                                                                  |                             |
| 2013 | The Croods                                           | Guy                                         | Voce                                                                             |                             |
| 2013 | Turbo                                                | Turbo                                       | Voce                                                                             |                             |
| 2013 | R.I.P.D.                                             | Nick Walker                                 |                                                                                  |                             |
| 2014 | A Million Ways to Die in the West                    | b[rbat ucis ]n bar                          |                                                                                  |                             |
| 2014 | The Voices                                           | Jerry Hickfang                              |                                                                                  |                             |
| 2014 | The Captive                                          | Matthew Piper                               |                                                                                  |                             |
| 2015 | Mississippi Grind                                    | Curtis                                      |                                                                                  |                             |
| 2015 | Woman in Gold                                        | Randol Schoenberg                           |                                                                                  |                             |
| 2015 | Self/less                                            | Mark Caguioa și Edward Kidner / Damian Hale |                                                                                  |                             |
| 2016 | Deadpool                                             | Deadpool / Wade Wilson                      | și producător                                                                    |                             |
| 2016 | Criminal                                             | Bill Pope                                   |                                                                                  |                             |
| 2017 | No Good Deed                                         | Short film; also writer                     | [ 26 ]                                                                           |                             |
| 2017 | Viață, primele semne                                 | Rory Adams                                  |                                                                                  | [ 27 ]                      |
| 2017 | Hitman's Bodyguard: Care pe care                     | Michael Bryce                               |                                                                                  | [ 28 ]                      |
| 2018 | Deadpool 2                                           | Wade Wilson / Deadpool                      | Voce și captură de mișcare pentru Juggernaut De asemenea, producător și scriitor | [ 29 ] [ 30 ] [ 31 ] [ 32 ] |
| 2018 | Deadpool 2                                           | Juggernaut                                  | Voce și captură de mișcare pentru Juggernaut De asemenea, producător și scriitor | [ 29 ] [ 30 ] [ 31 ] [ 32 ] |
| 2018 | Deadpool 2                                           | El însuși (cameo)                           | Voce și captură de mișcare pentru Juggernaut De asemenea, producător și scriitor | [ 29 ] [ 30 ] [ 31 ] [ 32 ] |
| 2019 | Great Bear Rainforest                                | Narrator                                    | Documentar                                                                       | [ 33 ]                      |
| 2019 | Pokémon Detectiv Pikachu                             | Detective Pikachu / Harry Goodman           | Numai voce și captură de mișcare facială pentru Pikachu                          | [ 34 ] [ 35 ]               |
| 2019 | Furios și iute: Hobbs & Shaw                         | Victor Locke (necreditat) Eteon Director    | Eteon Director doar voce și creditat sub pseudonimul Champ Nightengale           | [ 36 ]                      |
| 2019 | 6 din umbră                                          | One                                         |                                                                                  | [ 37 ]                      |
| 2020 | Familia Crood: Vremuri noi                           | Guy                                         | Voce                                                                             | [ 38 ]                      |
| 2021 | Hitman's Bodyguard 2: Nevasta asasinului             | Michael Bryce                               |                                                                                  | [ 39 ]                      |
| 2021 | Deadpool and Korg React                              | Wade Wilson / Deadpool                      | Scurtmetraj promoțional; de asemenea, producător și regizor                      | [ 40 ]                      |
| 2021 | Eliberează-l pe Guy                                  | Guy                                         | Oferă vocea și captarea facială pentru Dude; de asemenea producător              | [ 41 ] [ 42 ]               |
| 2021 | Eliberează-l pe Guy                                  | Dude                                        | Oferă vocea și captarea facială pentru Dude; de asemenea producător              | [ 41 ] [ 42 ]               |
| 2021 | Red Notice                                           | Nolan Booth                                 |                                                                                  | [ 43 ]                      |
| 2022 | Proiectul Adam                                       | Adam Reed                                   | Și producător                                                                    | [ 44 ] [ 45 ]               |
| 2022 | Bullet Train                                         | Carver                                      | Cameo necreditat                                                                 | [ 46 ]                      |
| 2022 | Spirited                                             | Clint Briggs                                | Și producător                                                                    | [ 47 ]                      |
| 2022 | Shotgun Wedding                                      | N/A                                         | Numai producător executiv                                                        | [ 47 ]                      |
| 2023 | Ghosted                                              | Jonas                                       | Cameo                                                                            | [ 48 ]                      |
| 2024 | Prieteni imaginari                                   | Cal                                         | Și producător                                                                    | [ 49 ]                      |
| 2024 | Deadpool & Wolverine                                 | Wade Wilson / Deadpool, Nicepool            | De asemenea, producător și scriitor                                              | [ 50 ]                      |
| 2025 | Animal Friends †                                     | TBA                                         | Se filmează; și producător                                                       | [ 51 ]                      |

## Legături externe
- Materiale media legate de Ryan Reynolds la Wikimedia Commons
- Ryan Reynolds la Internet Movie Database